# Fionnghuala
 (signalé en juin 2025).
Si vous disposez d'ouvrages ou d'articles de référence ou si vous connaissez des sites web de qualité traitant du thème abordé ici, merci de compléter l'article en donnant les références utiles à sa vérifiabilité et en les liant à la section « Notes et références ».
- Archive Wikiwix
- Bing
- Cairn
- DuckDuckGo
- E. Universalis
- Gallica
- Google
- G. Books
- G. News
- G. Scholar
- Persée
- Qwant
- (zh) Baidu
- (ru) Yandex
- (wd) trouver des œuvres sur Wikidata

Dans la mythologie celtique irlandaise, Fionnghuala (ou Fionnuala, du vieil irlandais fionn ghualainn qui signifie « épaules blanches ») est la fille de Lir, dieu de la mer, l’un des plus puissants du cycle mythologique.
Dans la légende des enfants de Lir, elle est changée en cygne et maudite par sa belle-mère, condamnée à vagabonder dans les lacs et rivières d’Irlande pendant 900 ans. Fille aînée, elle a trois frères qui sont changés en cygnes et le seul moyen pour leur rendre leur aspect est de leur confectionner un vêtement avec un plant d’aubépine. Elle fait trois vêtements mais il manque une manche au dernier, ainsi le frère le plus jeune est forcé de vivre sa vie, mi-humain, mi-cygne.
Dans certaines versions du récit, elle a sept frères.